# Distolomyces forficulae
Distolomyces forficulae är en svampart som först beskrevs av T. Majewski, och fick sitt nu gällande namn av I.I. Tav. 1985. Distolomyces forficulae ingår i släktet Distolomyces och familjen Laboulbeniaceae.   Inga underarter finns listade i Catalogue of Life.